# Герб Борби
Ге́рб Бо́рби — офіційний символ містечка Борба, Португалія. Використовується як територіальний герб. У срібному щиті червоний замок із трьома баштами, срібними вікнами і брамами. Обабіч нього два зелені дерева із чорними стовбурами. Замок і дерева стоять на чорній землі, яка перетята річкою у вигляді трьох хвилястих смуг — широкою синьою і тонкими срібними. У синій смузі дві срібні марени, обернені одна на одну. У главі щита зелений Авіський хрест, по обидва боки від якого, над деревами, зображені червоні півмісяці рогами догори. Щит увінчує срібна мурована містечкова корона з чотирма вежами.  Під щитом біла стрічка, на якій великими літерами напис португальською: «vila de Borba» (містечко Борби).  Офіційно затверджений 22 серпня 1939 року.  

## Галерея

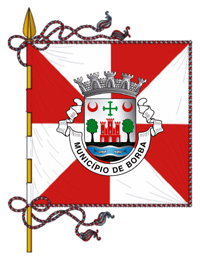
Прапор